# نیویورک (مجله)
نیویورک نام یک مجله دوهفته‌ای در مورد زندگی، فرهنگ، سیاست و سبک نیویورک سیتی می‌باشد. این مجله در سال ۱۹۶۸ توسط میلتون گلسر و کلی فلکر در رقابت با نیویورکر تأسیس شد، از آن مجله بی‌تربیت تر بوده و به عنوان مهد سبک جدید روزنامه‌نگاری شناخته می‌شود. این مجله، بنابر قوانینش و برخلاف دیگر رقبایش، کمتر به مسائل کشور و بیشتر به خلاصه داستان‌های شهر می‌پردازد؛ اما با این وجود گاهی نیز به مسائل خارج از شهر توجه می‌کند. نیویورک مقالاتی از فرهنگ آمریکا از تم وولف، جیمی برسلین، نورا افرون، کرت اندرسن و جان هیلمن را چاپ می‌کند. سردبیر کنونی این مجله آدام موس می‌باشد.